# Dos caminos
Dos caminos es una película española de drama estrenada en 1954, dirigida por Arturo Ruiz Castillo y protagonizada en los papeles principales por Rubén Rojo, Maruja Asquerino y Ángel Picazo.

La película obtuvo un premio económico de 300.000 ptas., en los premios del Sindicato Nacional del Espectáculo de 1953, que se entregaron el 1 de febrero de 1954.

## Sinopsis
Dos amigos, combatientes en el bando republicano, se separan al final de la guerra civil. Miguel se exilia a Francia y Antonio se queda en España y ejerce como médico en un pueblo rural de los Pirineos. El regreso de Miguel, tras haber estado en un campo de concentración, como maquis permitirá su reencuentro.

## Reparto
- Rubén Rojo como Miguel
- María Asquerino como Marcelle
- Ángel Picazo como Antonio
- José Nieto como Comandante
- Trini Montero como Colette
- María Luisa Abad como	Carmen
- Manuel Guitián como Cipriano
- Juanjo Menéndez como 	Pedro
- Luis Pérez de León como Don Tomás
- Diana Salcedo como Basilis
- José Sepúlveda como Janos
- Juan Vázquez como	Padre de Marcelle
- Valeriano Andrés como	Oficial de fronteras
- Joaquín Bergía como Teniente Español
- Francisco Bernal como Oficial de gendarmes
- Teófilo Palou como Oficial de gendarmes
- Adriano Domínguez como Teniente Ibarra
- Fernando Heiko Vassel	como Oficial alemán
- Arturo Marín como Sargento de la guardia civil

## Participación en festivales
1.ª Semana Internacional del Cine de San Sebastián
| Certamen                  | Resultado |
| ------------------------- | --------- |
| Exhibición no competitiva | Incluida  |